# Droga krajowa nr 20 (Polska)
Droga krajowa nr 20 – droga krajowa w północnej Polsce o długości ok. 303 km przebiegająca w środkowej i wschodniej części województwa zachodniopomorskiego oraz zachodniej części województwa pomorskiego. Droga ta łączy Pomorze Zachodnie z Pomorzem Gdańskim i dalej pośrednio z Warmią i Mazurami, przez co stanowi szlak turystyczny. Prowadzi w kierunku północno-wschodnim przez obszary Pojezierza Pomorskiego; Pojezierze Ińskie z Ińskim Parkiem Krajobrazowym, Pojezierze Drawskie z Drawskim Parkiem Krajobrazowym, Pojezierze Bytowskie oraz Pojezierze Kaszubskie. Do 1945 r. odcinek między Stargardem a Bytowem był częścią niemieckiej drogi Reichsstraße 158.

## Historia numeracji
Na przestrzeni lat trasa posiadała różne oznaczenia:

| Numer | Przebieg | Lata obowiązywania | Źródło | Uwagi |
| ----- | --- | ------------------ | --- | --- |
| 18/8  | Kościerzyna – Żukowo – Gdynia | lata 30. – 1952    | Mapa samochodowa Polski (stan dróg) na rok 1939/40, Warszawa | Odnoga drogi państwowej nr 18 |
| ?     | Wygoda (granica państwa) – Kościerzyna | lata 30. – 1952    | Mapa samochodowa Polski (stan dróg) na rok 1939/40, Warszawa | - Przed II wojną światową Wygoda była miejscowością przy granicy z Niemcami - Nieznany numer drogi                                |
| R 158 | granica państwa – Büttow (Bytów) – Rummelsburg (Miastko) – Baldenburg (Biały Bór) – Neustettin (Szczecinek) – Tempelburg (Czaplinek) – Dramburg (Drawsko Pomorskie) – Stargard | brak danych        | Der Große Conti-Atlas für Kraftfahrer. Wyd. 18. Hannover: Kartographischer Verlag der Continental Caoutchouc-Compagnie G.m.b.H., 1938. Brak numerów stron w książce | Odcinek będący przed 1945 rokiem poza terytorium Polski                                                                           |
| ?     | Stargard – Chociwel – Węgorzyno – Drawsko Pomorskie – Złocieniec – Czaplinek – Szczecinek – Biały Bór – Miastko – Bytów – Kościerzyna – Żukowo – Gdynia                        | 1952 – lata 70.    | - Mapa samochodowa Polski 1:1 000 , Warszawa: Państwowe Przedsiębiorstwo Wydawnictw Kartograficznych, 1962. Brak numerów stron w książce - Atlas samochodowy Polski 1:500 000. Wyd. IV. Warszawa: Państwowe Przedsiębiorstwo Wydawnictw Kartograficznych, 1965. Brak numerów stron w książce - Samochodowy atlas Polski 1:500 000. Wyd. V. Warszawa: Państwowe Przedsiębiorstwo Wydawnictw Kartograficznych, 1979. ISBN 83-7000-017-7. Brak numerów stron w książce               | - brak danych dot. daty zmiany numeracji krajowej - nieznany numer drogi na odc. Miastko – Bytów przed 1985 rokiem                |
| 29    | Szczecinek – Biały Bór – Miastko | lata 70. – 1986    | - Mapa samochodowa Polski 1:1 000 , Warszawa: Państwowe Przedsiębiorstwo Wydawnictw Kartograficznych, 1962. Brak numerów stron w książce - Atlas samochodowy Polski 1:500 000. Wyd. IV. Warszawa: Państwowe Przedsiębiorstwo Wydawnictw Kartograficznych, 1965. Brak numerów stron w książce - Samochodowy atlas Polski 1:500 000. Wyd. V. Warszawa: Państwowe Przedsiębiorstwo Wydawnictw Kartograficznych, 1979. ISBN 83-7000-017-7. Brak numerów stron w książce               | - brak danych dot. daty zmiany numeracji krajowej - nieznany numer drogi na odc. Miastko – Bytów przed 1985 rokiem                |
| ?     | Miastko – Bytów | lata 70. – 1986    | - Mapa samochodowa Polski 1:1 000 , Warszawa: Państwowe Przedsiębiorstwo Wydawnictw Kartograficznych, 1962. Brak numerów stron w książce - Atlas samochodowy Polski 1:500 000. Wyd. IV. Warszawa: Państwowe Przedsiębiorstwo Wydawnictw Kartograficznych, 1965. Brak numerów stron w książce - Samochodowy atlas Polski 1:500 000. Wyd. V. Warszawa: Państwowe Przedsiębiorstwo Wydawnictw Kartograficznych, 1979. ISBN 83-7000-017-7. Brak numerów stron w książce               | - brak danych dot. daty zmiany numeracji krajowej - nieznany numer drogi na odc. Miastko – Bytów przed 1985 rokiem                |
| 294   | Bytów – Kościerzyna | lata 70. – 1986    | Samochodowy atlas Polski 1:500 000. Wyd. V. Warszawa: Państwowe Przedsiębiorstwo Wydawnictw Kartograficznych, 1979. ISBN 83-7000-017-7. Brak numerów stron w książce | 1. między 1980 a 1984 rokiem sklasyfikowana jako droga drugorzędna 2. dozwolony ruch ciężki – dopuszczalny nacisk na oś do 10 ton |
| 295   | Kościerzyna – Żukowo – Gdynia | lata 70. – 1986    | - Samochodowy atlas Polski 1:500 000. Wyd. V. Warszawa: Państwowe Przedsiębiorstwo Wydawnictw Kartograficznych, 1979. ISBN 83-7000-017-7. Brak numerów stron w książce - Samochodowy atlas Polski 1:500 000. Wyd. IX. Warszawa: Państwowe Przedsiębiorstwo Wydawnictw Kartograficznych, 1985. Brak numerów stron w książce | dozwolony ruch ciężki – dopuszczalny nacisk na oś do 10 ton                                                                       |
| 149   | Stargard Szczeciński – Chociwel – Węgorzyno – Drawsko Pomorskie | 14 II 1986 – 2000  | - Uchwała nr 192 Rady Ministrów z dnia 2 grudnia 1985 r. w sprawie zaliczenia dróg do kategorii dróg krajowych (M.P. z 1986 r. nr 3, poz. 16) - Mapa samochodowa Polski 1:700 000, wyd. 1, Szczecin: Wydawnictwo Kartograficzne KOMPAS, 1996–1997, ISBN 83-904373-2-5. Brak numerów stron w książce - Mapa samochodowa Polski 1:700 000, wyd. II Zmienione i poprawione, Szczecin: Wydawnictwo Kartograficzne KOMPAS, 1997–1998, ISBN 83-904373-3-3. Brak numerów stron w książce | Droga krajowa |
| 174   | Drawsko Pomorskie – Czaplinek – Szczecinek | 14 II 1986 – 2000  | - Uchwała nr 192 Rady Ministrów z dnia 2 grudnia 1985 r. w sprawie zaliczenia dróg do kategorii dróg krajowych (M.P. z 1986 r. nr 3, poz. 16) - Mapa samochodowa Polski 1:700 000, wyd. 1, Szczecin: Wydawnictwo Kartograficzne KOMPAS, 1996–1997, ISBN 83-904373-2-5. Brak numerów stron w książce - Mapa samochodowa Polski 1:700 000, wyd. II Zmienione i poprawione, Szczecin: Wydawnictwo Kartograficzne KOMPAS, 1997–1998, ISBN 83-904373-3-3. Brak numerów stron w książce | Droga krajowa |
| 21    | Szczecinek – Biały Bór – Miastko | 14 II 1986 – 2000  | - Uchwała nr 192 Rady Ministrów z dnia 2 grudnia 1985 r. w sprawie zaliczenia dróg do kategorii dróg krajowych (M.P. z 1986 r. nr 3, poz. 16) - Mapa samochodowa Polski 1:700 000, wyd. 1, Szczecin: Wydawnictwo Kartograficzne KOMPAS, 1996–1997, ISBN 83-904373-2-5. Brak numerów stron w książce - Mapa samochodowa Polski 1:700 000, wyd. II Zmienione i poprawione, Szczecin: Wydawnictwo Kartograficzne KOMPAS, 1997–1998, ISBN 83-904373-3-3. Brak numerów stron w książce | Droga krajowa |
| 206   | Miastko – Bytów | 14 II 1986 – 2000  | - Uchwała nr 192 Rady Ministrów z dnia 2 grudnia 1985 r. w sprawie zaliczenia dróg do kategorii dróg krajowych (M.P. z 1986 r. nr 3, poz. 16) - Mapa samochodowa Polski 1:700 000, wyd. 1, Szczecin: Wydawnictwo Kartograficzne KOMPAS, 1996–1997, ISBN 83-904373-2-5. Brak numerów stron w książce - Mapa samochodowa Polski 1:700 000, wyd. II Zmienione i poprawione, Szczecin: Wydawnictwo Kartograficzne KOMPAS, 1997–1998, ISBN 83-904373-3-3. Brak numerów stron w książce | Droga krajowa |
| 209   | Bytów – Korne – Kościerzyna | 14 II 1986 – 2000  | - Uchwała nr 192 Rady Ministrów z dnia 2 grudnia 1985 r. w sprawie zaliczenia dróg do kategorii dróg krajowych (M.P. z 1986 r. nr 3, poz. 16) - Mapa samochodowa Polski 1:700 000, wyd. 1, Szczecin: Wydawnictwo Kartograficzne KOMPAS, 1996–1997, ISBN 83-904373-2-5. Brak numerów stron w książce - Mapa samochodowa Polski 1:700 000, wyd. II Zmienione i poprawione, Szczecin: Wydawnictwo Kartograficzne KOMPAS, 1997–1998, ISBN 83-904373-3-3. Brak numerów stron w książce | Droga krajowa |
| 220   | Kościerzyna – Żukowo – Gdynia | 14 II 1986 – 2000  | - Uchwała nr 192 Rady Ministrów z dnia 2 grudnia 1985 r. w sprawie zaliczenia dróg do kategorii dróg krajowych (M.P. z 1986 r. nr 3, poz. 16) - Mapa samochodowa Polski 1:700 000, wyd. 1, Szczecin: Wydawnictwo Kartograficzne KOMPAS, 1996–1997, ISBN 83-904373-2-5. Brak numerów stron w książce - Mapa samochodowa Polski 1:700 000, wyd. II Zmienione i poprawione, Szczecin: Wydawnictwo Kartograficzne KOMPAS, 1997–1998, ISBN 83-904373-3-3. Brak numerów stron w książce | Droga krajowa |
| 20    | Święte – Stargard – Chociwel – Węgorzyno – Drawsko Pomorskie – Czaplinek – Szczecinek – Biały Bór – Miastko – Bytów – Kościerzyna – Żukowo – Gdynia                            | od 2000            | Zarządzenie nr 6 Generalnego Dyrektora Dróg Publicznych z dnia 9 maja 2000 r. w sprawie nowych numerów dróg krajowych [online], Rzeczpospolita, 4 lipca 2000. | obwodnica Kościerzyny od X 2017                                                                                                   |

## Dopuszczalny nacisk na oś
Od 13 marca 2021 roku na drodze dozwolony jest ruch pojazdów o nacisku pojedynczej osi napędowej do 11,5 tony.

### Do 13 marca 2021
We wcześniejszych latach droga krajowa nr 20 była objęta ograniczeniami dopuszczalnego nacisku pojedynczej osi:
| Znak  | Dopuszczalny nacisk | Lata obowiązywania | Odcinek |
| ----- | ------------------- | ------------------ | --- |
| [ b ] | do 10 ton           | 2005–2010          | - Szczecinek – Miastko - Bytów – Kościerzyna – Gdynia |
| [ b ] | do 10 ton           | 2010–2011          | - Szczecinek 11 – Biały Bór – Miastko 21 - Bytów 212 – Kościerzyna – Żukowo – Gdynia 6 |
| [ b ] | do 10 ton           | 2011–2012          | - Szczecinek 11 – Biały Bór – Miastko 21 - Bytów 212 – Kościerzyna – Żukowo – Gdynia (6, węzeł „Kack”) |
| [ b ] | do 10 ton           | 2012–2017          | - 10 (węzeł „Stargard Szczeciński Wschód”) – Stargard Szczeciński 106 - Czaplinek (163, pl. 3 Marca) – Czaplinek (163, ul. Szczecinecka) - Szczecinek 11 – Biały Bór – Miastko 21 - Bytów 212 – Kościerzyna 214      |
| [ b ] | do 10 ton           | 2017–2021          | - Stargard (10, węzeł „Stargard Wschód”) – Stargard 106 - Czaplinek (163, pl. 3 Marca) – Czaplinek (163, ul. Szczecinecka) - Szczecinek (11, ul. Narutowicza) – Biały Bór – Miastko 21 - Bytów 212 – Kościerzyna 214 |
| [ b ] | do 8 ton            | 2012–2017          | - Stargard Szczeciński 106 – Chociwel – Węgorzyno – Drawsko Pomorskie – Czaplinek (163, pl. 3 Marca) - Czaplinek (163, ul. Szczecinecka) – Szczecinek 11 - Miastko 21 – Bytów 212                                    |
| [ b ] | do 8 ton            | 2017–2021          | - Stargard 106 – Chociwel – Węgorzyno – Drawsko Pomorskie – Czaplinek (163, pl. 3 Marca) - Czaplinek (163, ul. Szczecinecka) – Szczecinek (11, ul. Pilska) - Miastko 21 – Bytów 212                                  |

## Główne miejscowości położone przy drodze nr 20
- Święte
- Stargard – obwodnica w realizacji[11]
- Chociwel
- Węgorzyno – obwodnica od 23 czerwca 2020[12]
- Drawsko Pomorskie
- Złocieniec – obwodnica na etapie przetargu[11][13]
- Czaplinek
- Szczecinek – obwodnica[14]
- Biały Bór
- Miastko
- Bytów
- Kościerzyna – od 1 października 2017 obwodnica[15][16]
- Żukowo – obwodnica od 18 czerwca 2025[17]

## Planowane prace
- Budowa nowego mostu nad rzeką Studnicą w Miastku[18].